# Jordanoleiopus binigromaculipennis
Jordanoleiopus binigromaculipennis là một loài bọ cánh cứng trong họ Cerambycidae.